# Лис (река)
Лис (во Франции, фр. Lys) / Ле́йе (в Бельгии, нидерл. Leie) — река во Франции и Бельгии, левый приток реки Шельда. Её источник находится в департаменте Па-де-Кале, Франция, и она впадает в реку Шельда в Бельгии. Её полная длина составляет 202 км.
Нынче река сильно загрязнена, так как протекает через промышленные районы севера Франции и Бельгии. В былые времена на её берегах возделывали лён. Места на Лейе между Дейнзе и Гентом были любимым местом для многочисленных художников первой половины двадцатого века. В Генте Лейе соединяется с каналом Купюра.
Источник Лиса находится в селе Лисбур, восточнее Фрюжа. Далее река протекает через:
- в Па-де-Кале: Теруан, Эр-сюр-ла-Лис
- в Норе: Мервиль, Армантьер, Аллюэн
- в Эно: Комин-Варнетон
- в Западной Фландрии: Менен, Кортрейк, Харелбеке.

На берегах реки разворачивались битвы Первой мировой войны.